# NGC 1554
NGC 1554 ist ein Doppelstern im Sternbild Taurus. Das Objekt wurde am 14. März 1868 von Otto Struve entdeckt und wird als "Struve’s lost nebula" bezeichnet.